# Anthony Storr
Anthony Storr (18 de maio de 1920 — 17 de março de 2001) foi um inglês psiquiatra, psicanalista e escritor.

## Antecedentes e educação
Nascido em Londres, Storr foi educado em Winchester College, Christ’s College, Cambridge e Westminster Hospital(en). Ele estava no primeiro grupo de médicos treinados em análise junguiana na Society of Analytical Psychology(en) em Londres.

## Oxford
Em 1974, Storr transferiu-se do consultório particular para o ensino no Warneford Hospital(en) em Oxford, até sua aposentadoria em 1984.

## Pessoal
Storr foi, como observou um de seus obituários, "não é estranho ao sofrimento". Ele se casou duas vezes, com Catherine Cole(en) (que se tornou escritora infantil sob o nome do marido) em 1942, e depois com a escritora Catherine Peters em 1970, depois que seu primeiro casamento terminou em divórcio.

## Distinções
- Companheiro Emérito do Green College(en) (1984)
- Membro da Royal Society of Literature (1990)
- Honorário FRCPsych (1993)[2]

## Trabalho
Em seus livros, Storr explorou os segredos dos lados sombrios da psique humana – desvios sexuais (Sexual Deviation, 1964), agressão (Human Aggression, 1968) e destrutividade (Human Destructiveness, 1972). Ao mesmo tempo, ele viu a possibilidade de uso criativo desses impulsos espontâneos e direcioná-los para esportes, feitos científicos e artísticos (The  Dynamics of Creation, 1972).
Em seu livro final  Feet of Clay; Saints, Sinners, and Madmen: A Study of Gurus (1996) Storr rastreia padrões típicos, geralmente incluindo  distúrbios psicóticos que moldam o desenvolvimento do guru. Ele desafia saúde mental de Jesus sugerindo que existem paralelos psicológicos entre "messias" loucos como Jim Jones e David Koresh e respeitados líderes religiosos, incluindo Jesus. Em seu trabalho, ele tenta ver Jesus como um dos muitos gurus.

## Publicações
- The Integrity of the Personality (1961) ISBN 978-0-345-37585-8
- Sexual Deviation (1964) ISBN 978-0-14-020649-4
- Human Aggression (1968) ISBN 978-0-689-10261-5
- Human Destructiveness (1972) ISBN 978-0-435-82190-6
- The Dynamics of Creation (1972) ISBN 978-0-689-10455-8
- Jung (1973)  ISBN 0-00-633166-1
- The Essential Jung (1983) ISBN 0-691-08615-X
- The School of Genius (1988) ISBN 90-254-6789-X
- Solitude: A Return to the Self (1988) ISBN 0-00-654349-9 — retitulação de brochura de The School of Genius
- Freud: A Very Short Introduction (1989) ISBN 0-19-285455-0
- Art of Psychotherapy (1990) ISBN 0-415-90302-5
- Churchill's Black Dog, Kafka's Mice, and Other Phenomena of the Human Mind (1990) ISBN 0-00-637566-9
- Human Destructiveness: The Roots of Genocide and Human Cruelty (1991) ISBN 978-0-415-07170-3 – edição totalmente revisada de Human Destructiveness
- Music and the Mind (1993) ISBN 0-00-215398-X
- Feet of Clay; Saints, Sinners, and Madmen: A Study of Gurus (1996) ISBN 0-684-82818-9
- The Essential Jung: Selected Writings (1999) ISBN 0-00-653065-6